# Карл Дрезе
Карл Дрезе (нім. Karl Dröse, 27 грудня 1913 — 16 вересня 1996) — німецький хокеїст на траві.
Срібний призер Олімпійських Ігор 1936 року.